# جشنواره بین‌المللی مستند هات داکس کانادا
جشنواره بین‌المللی مستند هات داکس کانادا (انگلیسی: Hot Docs Canadian International Documentary Festival) بزرگترین جشنواره مستند در آمریکای شمالی است. این رویداد هر ساله در تورنتو، انتاریو، کانادا برگزار می‌شود. بیست و هفتمین دوره جشنواره در سراسر ماه مه و ژوئن ۲۰۲۰ به صورت آنلاین برگزار شد.